# Benny Nontanam
Benny Nontanam (* 15. Mai 2001) ist eine thailändische Leichtathletin, die im Sprint sowie im Hürdenlauf an den Start geht.

## Sportliche Laufbahn
Erste Erfahrungen bei internationalen Meisterschaften sammelte Benny Nontanam im Jahr 2018, als sie bei den Juniorenasienmeisterschaften in Gifu in 3:48,01 min den vierten Platz mit der thailändischen 4-mal-400-Meter-Staffel gewann. Im Jahr darauf gelangte sie bei den Südostasienspielen in Capas mit 62,07 s auf Rang fünf im 400-Meter-Hürdenlauf und 2022 gewann sie bei den Südostasienspielen in Hanoi in 54,01 s die Silbermedaille im 400-Meter-Lauf hinter der Vietnamesin Nguyễn Thị Huyền. Zudem wurde sie über die Hürden in 60,95 s auf Rang vier und siegte in 3:19,29 min in der Mixed-Staffel über 4-mal 400 Meter. Zudem gewann sie mit der Frauenstaffel in 3:42,90 min die Silbermedaille hinter Vietnam. Die vietnamesische Mannschaft wurde 2023 rückwirkend disqualifiziert und Thailand rückte mit der Frauenstaffel auf den Goldrang vor und über 400 m Hürden wurde Nontanam die Bronzemedaille zugesprochen. Im Jahr darauf belegte sie bei den Südostasienspielen in Phnom Penh in 56,54 s den sechsten Platz im Einzelbewerb und gewann mit der Frauenstaffel in 3:39,29 min die Bronzemedaille hinter den Teams aus Vietnam und den Philippinen. In der Mixed-Staffel musste sie sich mit 3:23,02 min nur dem vietnamesischen Team geschlagen geben. Anschließend schied sie bei den Asienmeisterschaften in Bangkok mit 56,23 s im Vorlauf über 400 Meter aus und belegte mit der Mixed-Staffel in 3:22,20 min den fünften Platz. Ende September verpasste sie bei den Asienspielen in Hangzhou mit 56,00 s den Finaleinzug über 400 Meter und belegte mit der Mixed-Staffel in 3:26,81 min den vierten Platz. Zudem gelangte sie mit der Frauenstaffel mit 3:50,44 min auf Rang sechs.
2025 schied sie bei den Asienmeisterschaften in Gumi mit 54,41 s im Vorlauf über 400 Meter aus und belegte mit der Mixed-Staffel über 4-mal 400 Meter in 3:26,05 min den siebten Platz. Anschließend schied sie bei den World University Games in Bochum mit 53,68 s im Halbfinale über 400 Meter aus und wurde in der Mixed-Staffel im Vorlauf disqualifiziert.
In den Jahren 2020 und 2021 sowie 2024 und 2025 wurde Nontanam thailändische Meisterin im 400-Meter-Lauf sowie 2020 auch über 400 m Hürden.

## Persönliche Bestleistungen
- 400 Meter: 53,15 s, 23. Juni 2025 in Pathum Thani
- 400 m Hürden: 60,95 s, 17. Mai 2022 in Hanoi